# Fairview, Christian County, Kentucky
Fairview är en ort i Christian County, med en del i Todd County, i delstaten Kentucky, USA.